# 手続き記憶
手続き記憶（Procedural memory）とは長期記憶の一種で、技能や手続き、ノウハウ（手続き的知識）を保持するもの。手続き的記憶あるいは非陳述記憶とも。他にも「技能記憶」、「連合記憶」といった名称もある。

## 概要
手続き記憶は簡単には言葉で説明できないことが多く、意識しなくとも使うことができる。いわゆる「体が覚えている」状態である。手続き記憶は、時間をかけて学習した刺激応答などのパターンを反映することができる。一方、宣言的記憶は言葉にするのが容易である。手続き学習の例として、自転車の乗り方の練習、タイピングの練習、楽器の練習、水泳の練習がある。手続き記憶は永続性がある場合もある。
脳に特定の障害を負った人々（例えば海馬に傷を負った人）を研究した結果、手続き記憶とエピソード記憶は脳の中の異なった部位を使用しており、独立して機能していることが示唆された。例えばある患者は、作業の訓練を受けると過去の訓練内容は覚えているが、作業を改善することができない。他の患者に同じ訓練を施すと、訓練内容を思い出せないのだが、作業をさせると改善されている（手続き記憶は機能しているが、宣言的記憶が損傷している）。